# Sessão (ciência da computação)
Em ciência da computação, em particular em rede de computadores, uma sessão é um intercâmbio de informações interativas semi-permanente, também conhecida como um diálogo, uma conversação ou uma reunião entre dois ou mais dispositivos comunicantes, ou entre um computador e um usuário (veja sessão de login). Uma sessão de comunicação estabelecida pode envolver mais de uma mensagem em cada direção. Uma sessão é normalmente, mas nem sempre, com estado, o que significa que pelo menos uma das partes comunicantes precisam salvar informações sobre o histórico da sessão a fim de ser capaz de se comunicar, o que é oposto à comunicação sem estado, onde a comunicação consiste de requisições com respostas independentes.
Uma sessão estabelecida é o requerimento básico para realização de uma comunicação orientada à conexão. Uma sessão também é a etapa básica para transmissão em modos de comunicação sem conexão. Entretanto qualquer transmissão unidirecional não define uma sessão.
O Transporte de Comunicação pode ser implementado como parte de protocolos e serviços na camada de aplicação, na camada de sessão ou na camada de transporte do modelo OSI.
- Exemplos da camada de aplicação:
  - Sessões HTTP, que permitem associar informações com visitantes individuais
  - Uma sessão de login remota telnet
- Exemplo da camada de sessão:
  - Um Protocolo de Iniciação de Sessão (SIP) baseado em chamada de telefone de Internet